# 170 av. J.-C.
Cette page concerne l'année 170 av. J.-C. du calendrier julien proleptique.

## Événements
- 11 décembre 171 av. J.-C. (15 mars 584 du calendrier romain)  : début à Rome du consulat d'Aulus Hostilius Mancinus et Aulus Atilius Serranus[1].
  - Rome reçoit le soutien des cités grecques, qui envoient des troupes et du ravitaillement, de Carthage qui fournit un million de mesures de blé et un demi-million de mesures d'orge, de Massinissa qui envoie 12 000 cavaliers numides et 12 éléphants[2] ; le Sénat reçoit les plaintes des ambassadeurs de Coronée, d'Abdère et de Chalcis, trois cités alliées de Rome qui avaient été traitées en ennemies par Licinius, de Caius Lucrétius et de son successeur Lucius Hortensius. Abdère a été prise, ses notables exécutés et sa population réduite en esclavage parce qu'elle ne pouvait pas livrer les deniers et le blé exigés par le consul Licinius. Chalcis, base de la flotte romaine en Grèce, voit ses temples pillés et une partie de sa population asservie, et doit assurer le cantonnement des marins de la flotte romaine. Le Sénat condamne l'agissement de ses généraux et Lucrétius doit payer une amende d'un million de sesterces. Il fait passer un sénatus-consulte qui demande aux Grecs de ne plus fournir aucune prestation aux généraux dont la demande ne serait pas appuyée par une lettre du Sénat autorisant les réquisitions[3].
- Printemps : le consul Hostilius, qui traverse l’Épire pour rejoindre son armée en Thessalie, manque de tomber entre les mains de Persée, mais lui échappe grâce à l’aide des Molosses qui arrêtent le roi sur les bords de l’Aous. Peu après, la Ligue épirote est dissoute[4]. Les Molosses décident de s'allier à Persée de Macédoine tandis que les Thesprotes et les Chaoniens optent pour l'alliance romaine.
- Juillet-août : le roi de Syrie Antiochos IV fait assassiner son neveu Antiochos, co-régent du royaume séleucide[5].
- Fin août-début septembre : Antiochos IV quitte sa capitale Antioche pour Tyr[5].
- Automne[6] : le légat Appius Claudius est envoyé avec ses troupes à Lychnidus, à la frontière de l’Illyrie et le l’Épire, pour rencontrer le roi Gentius, pendant qu'une flotte avance sur la côte illyrienne. Il tombe dans un piège près d’Uscana et doit se retirer avec de lourdes pertes[2].
- Octobre-novembre : en Égypte, proclamation de la majorité de Ptolémée VIII Évergète II, dit le Bouffi (Physcon). Il est associé au pouvoir avec son frère Ptolémée VI Philométor et sa sœur Cléopâtre II[7].
- Novembre : en Égypte, les régents Eulaeus et Lenaeus, qui veulent reconquérir la Cœlé-Syrie, conduisent leurs forces vers Gaza. Début de la Sixième guerre de Syrie (fin en 168 av. J.-C.). Antiochos IV envahit l’Égypte et met l’armée égyptienne en déroute entre le mont Casius et Péluse. Il négocie une trêve et propose un accord à Ptolémée VI mais ne reçoit pas de réponse d'Eulaeus et Lenaeus, qui persuadent Ptolémée VI de fuir à Samothrace. Antiochos s’empare de Péluse au printemps 169, ce qui lui ouvre la porte de l’Égypte[5].

## Naissances en 170 av. J.-C.
- Lucius Accius, tragédien romain.
- Denys le Grammairien.

## Décès en 170 av. J.-C.
- Cléopâtre Ire, fille d'Antiochos III Le Grand et veuve de Ptolémée V, régente d'Égypte pour le compte de son fils Ptolémée VI Philométor.
- Pharnace Ier, roi du Pont.